# Slørvinger
Slørvinger (Plecoptera) er en orden af insekter med omkring 3.500 arter er beskrevet på verdensplan men nye arter beskrives stadig. Slørvinger lever i rindende vand og findes over hele verden, undtagen Antarktis. I Danmark er der fundet omkring 25 arter.
Navnet "Plecoptera" betyder bogstaveligt "flettede vinger", fra oldgræsk plekein (πλέκειν, "at flette") og pteryx (πτέρυξ, "vinge" "). Dette refererer til den komplekse venation af deres to par vinger, som er klare og membranøse og folder sig fladt over ryggen. Slørvinger er generelt ikke stærke flyvere, og nogle arter er helt vingeløse.
Alle arter af slørvinger er intolerante over for vandforurening, og tilstedeværelsen af deres nymfer i et vandløb eller stille vand er normalt en indikator for god eller fremragende vandkvalitet.

## Evolutionær oprindelse
Slørvinger menes at være en af de mest primitive grupper af Neoptera, med nære slægtninge identificeret fra de geologiske perioder Carbon og Nedre Perm, mens ægte slørvinger kendes fra fossiler der er en smule yngre. Deres moderne mangfoldighed skyldes tilsyneladende diversifikation i mesozoikum.
Plecoptera findes både på den sydlige og nordlige halvkugle. Arterne her er ret forskellige, men der er tegn på, at arter kan have krydset ækvator ved en række lejligheder, før populationerne igen blev geografisk isoleret.

## Beskrivelse
Slørvinger har en enkel anatomi, med få specialiserede funktioner sammenlignet med andre insekter. De har simple munddele med tyggende (kindbakker) (mandibler), lange, antenner med flere segmenter, store sammensatte øjne og to eller tre punktøjne (ocelli). Benene er robuste, og ender hver i to kløer. Bagkroppen (abdomen er relativt blød og kan indeholde rester af nymfegællerne selv hos den voksne. Både nymfer og voksne har lange, parrede haletråde (cerci), der rager ud fra spidsen af deres bagkrop.

## Økologi
Nymferne (teknisk "najader") er akvatiske og lever i bundzonen af veliltede søer og vandløb. Nogle få arter fundet i New Zealand og nærliggende øer har terrestriske nymfer, men selv disse lever kun i meget fugtige miljøer. Nymferne minder fysisk om vingeløse voksne, men har ofte ydre gæller, som kan være til stede på næsten alle dele af kroppen. Nymfer kan erhverve ilt ved diffusion gennem exoskelettet eller gennem gæller placeret bag hovedet, på brystet (thorax) eller omkring anus. På grund af nymfernes behov for godt iltet vand, er arten meget følsom over for vandforurening. Dette gør dem til vigtige indikatorer for vandkvalitet. De fleste arter er planteædende som nymfer, der lever af nedsænkede blade og bentiske alger, men mange er jægere af andre vandlevende leddyr.
Nogle få vingeløse arter blandt slørvinger, såsom "Lake Tahoe bentisk slørvinge" ("Capnia" lacustra eller Baikaloperla), er de eneste kendte insekter, måske med undtagelse af Halobates, der udelukkende er akvatiske fra fødsel til død. Nogle vandtæger' (Nepomorpha) kan også leve hele deres liv i vand, men kan forlade vandet for at rejse.

## Livscyklus
Hunnen kan lægge op til tusind æg. De tabes i vandet medens hun flyver, alternativt medens hun hænger på en sten eller en gren. Ægget er dækket af en klæbrig belægning, som gør det muligt for dem at klæbe til sten uden at blive revet væk af hurtigt rindende vand. Det tager typisk to til tre uger for æggene at klækkes, men nogle arter gennemgår en dvaleperiode (diapause), hvor æggene forbliver i dvale gennem en tør sæson og klækkes først, når betingelser er passende.
Insekterne forbliver i nymfestadiet i et til fire år, afhængig af arten, og gennemgår fra 12 til 36 hamskifter (ecdysis), før de kommer frem og bliver terrestriske som voksne. Lige før de bliver voksne, vil nymferne forlade vandet, holde i en fast overflade og skifte ham en sidste gang.
De voksne overlever generelt kun i nogle få uger, og dukker kun op på bestemte tidspunkter af året, hvis ressourcerne er optimale. Nogle spiser slet ikke, men dem, der gør det, er planteædende. Voksne er ikke stærke flyvere og holder sig generelt i nærheden af det vandmiljø, de er udklækket fra.

## Systematik
Traditionelt er slørvingerne blevet opdelt i to underorden'er, "Antarctoperlaria" (eller "Archiperlaria") og Arctoperlaria. Førstnævnte består dog blot af de to mest basale superfamilier af slørvinger, som ikke ser ud til at være hinandens nærmeste slægtninge. "Antarctoperlaria" betragtes således ikke som en naturlig gruppe (selv om det modsatte har været foreslået).
Arctoperlaria er blevet opdelt i to infraordener, Euholognatha (eller Filipalpia) og Systellognatha (også kaldet Setipalpia eller Subulipalpia). Dette svarer til fylogeniske studier baseret på sammenligning af DNA sekvenser med én undtagelse: Scopuridae skal betragtes som en basal familie i Arctoperlaria, der ikke kan tildeles nogen af infraordenerne. Alternativt bliver Scopuridae placeret i en urangeret klade "Holognatha" sammen med Euholognatha (betyder nogenlunde "avanceret Holognatha"), men Scopuridae forekommer ikke væsentligt tættere på Euholognatha end på Systellognatha.
Basale slægter ("Antarctoperlaria")
- Overfamilie Eusthenioidea
  - Familie Diamphipnoidae
  - Familie Eustheniidae
- Overfamilie Leptoperloidea
  - Familie Austroperlidae
  - Familie Gripopterygidae

Underordnet Arctoperlaria
- Basal familie Scopuridae
- Infraorden Euholognatha
  - Familie Capniidae (ca. 300 arter) (én art i Danmark)
    - Zwicknia bifrons (Isslørvinge) er relativt sjælden i Danmark.[15]

  - Familie Leuctridae (390+ arter) (fire arter i Danmark)
    - Leuctra digitata er relativt sjælden i Danmark.[16]
    - Leuctra fusca er almindelig i Danmark.[17]
    - Leuctra hippopus er almindelig i Danmark.[18]
    - Leuctra nigra er relativt sjælden i Danmark.[19]

  - Familie Nemouridae (over 700 arter) (ni arter i Danmark)
    - Amphinemura standfussi er almindelig i Danmark.[20]
    - Amphinemura sulcicollis er relativt sjælden i Danmark.[21]
    - Nemoura avicularis er almindelig i Danmark.[22]
    - Nemoura cinerea er almindelig i Danmark.[23]
    - Nemoura dubitans er sjælden i Danmark.[24]
    - Nemoura flexuosa er almindelig i Danmark.[25]
    - Nemurella pictetii er relativt sjælden i Danmark.[26]
    - Protonemura hrabei er sjælden i Danmark.[27]
    - Protonemura meyeri er relativt sjælden i Danmark.[28]

  - Familie Notonemouridae
  - Familie Taeniopterygidae (ca. 110 arter) (tre arter i Danmark)
    - Brachyptera braueri er sjælden i Danmark.[29]
    - Brachyptera risi kan findes hist og her i Danmark.[30]
    - Taeniopteryx nebulosa er relativt sjælden i Danmark.[31]
- Infraorden Systellognatha
  - Familie Chloroperlidae (over 180 arter) (to arter i Danmark)
    - Isoptena serricornis er sjælden i Danmark.[32]
    - Siphonoperla burmeisteri er sjælden i Danmark.[33]

  - Familie Perlidae (ca. 400 arter) (én art i Danmark)
    - Dinocras cephalotes er forsvundet fra Danmark.[34]
    - Dinocras megacephala er sjælden i Danmark.[35]

  - Familie Perlodidae (350+ arter) (tre arter i Danmark)
    - Isogenus nubecula er forsvundet fra Danmark.[36]
    - Isoperla difformis er relativt sjælden i Danmark.[37]
    - Isoperla grammatica (Gul Slørvinge) er almindelig i Danmark.[38]
    - Perlodes dispar er forsvundet fra Danmark.[39]
    - Perlodes microcephalus (Stor Slørvinge) er relativt sjælden i Danmark.[40]

  - Familie Peltoperlidae (ca. 68 arter)
  - Familie Styloperlidae (ca. 10 arter)
  - Familie Pteronarcyidae (ca. 12 arter)

## Eksterne links
- Arter i Plecoptera: order Plecoptera (Version 5.0/5.0)